# Aisey-sur-Seine
Aisey-sur-Seine là một xã ở tỉnh Côte-d'Or trong vùng Bourgogne, phía đông nước Pháp. Khu vực này có độ cao trung bình 264 mét trên mực nước biển.
Thị trấn có hai cầu bắc qua sông Seine.